# Lombardstraat 77

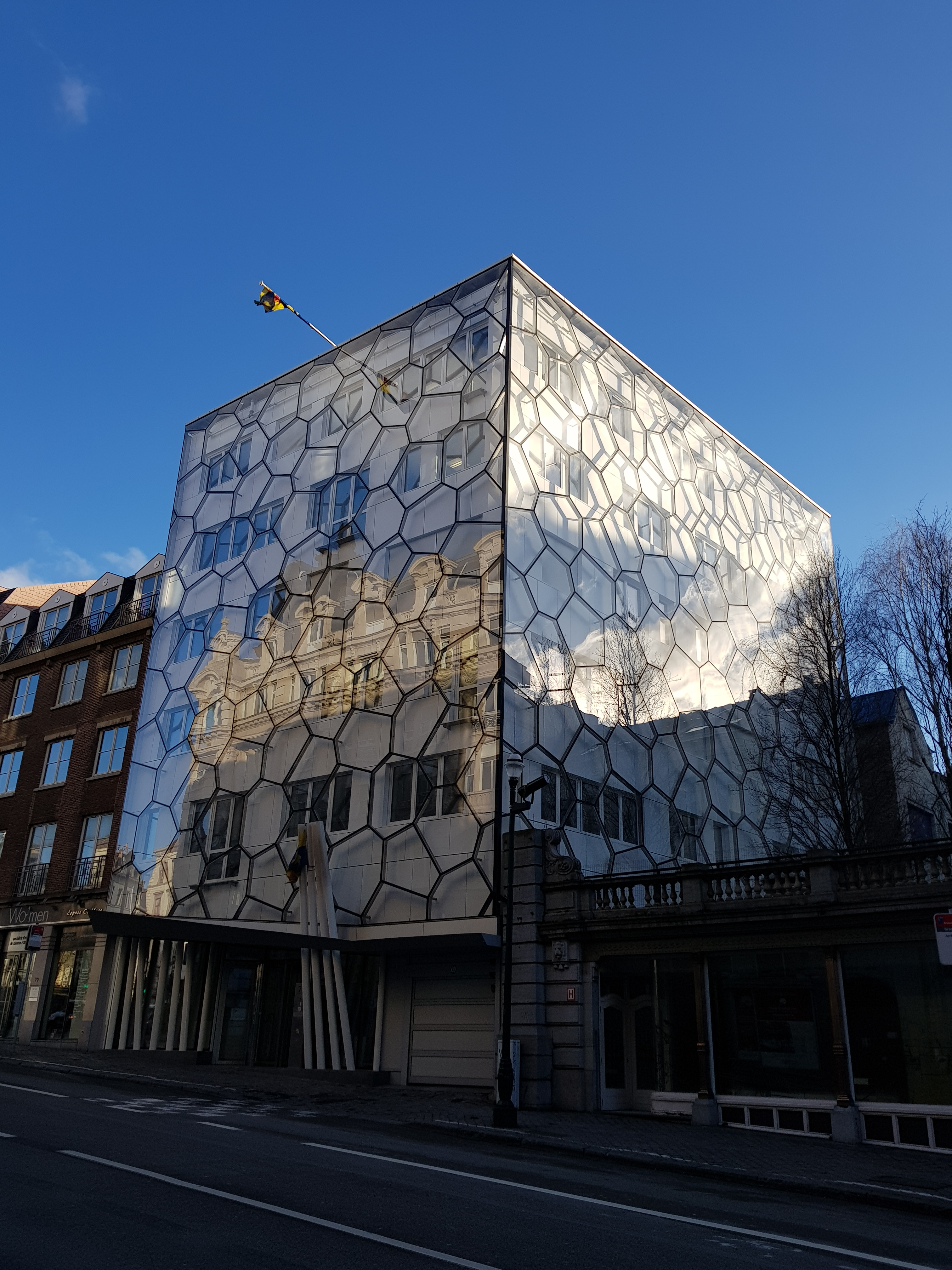
Lombardstraat 77

Lombardstraat 77 is een kantoorgebouw met parkeergarage in de Belgische hoofdstad Brussel. Het gebouw staat naast het Brussels Parlementsgebouw aan de Lombardstraat in de Vijfhoek in de Centrumwijk.
Het gebouw huisvest de diensten van het Parlement francophone bruxellois, waaronder ook de voorzitter en de griffie. De Nederlandstalige diensten zijn aan de andere kant van het Brusselse parlementsgebouw gehuisvest aan de Lombardstraat 61-67.

## Geschiedenis
Terwijl de Vlaamse Gemeenschapscommissie al jaren een pand had voor de Nederlandstalige diensten, had de Franse Gemeenschapscommissie dat niet als gevolg van een gebrek aan financiële middelen. Om dit probleem op te lossen kocht het Brussels Hoofdstedelijk Parlement de grond van de Franse Gemeenschapscommissie, bouwde hier in 2009-2013 een pand, waarna het werd verhuurd aan de Franse Gemeenschapscommissie.
Op 5 juli 2013 werd het kantoorgebouw officieel in gebruik genomen. Op 26 september 2013 trokken de diensten van het Parlement francophone bruxellois in het gebouw.

## Gebouw
Het gebouw heeft zes bovengrondse bouwlagen met achter het gebouw het postkoetshuis De Spaanse Kroon. Onder het gebouw bevindt zich een parkeergarage. Het kantoorgebouw heeft een oppervlak van van 2.200 m².
De gevels van het gebouw zijn bekleed met voronoïdes, glazen panelen in verschillende vormen die voor de stenen gevel aangebracht zijn.
Met de voltooiing van het gebouw werd ook het geheel van U-vormige gebouwen rond de gouverneurstuin weer vervolledigd.

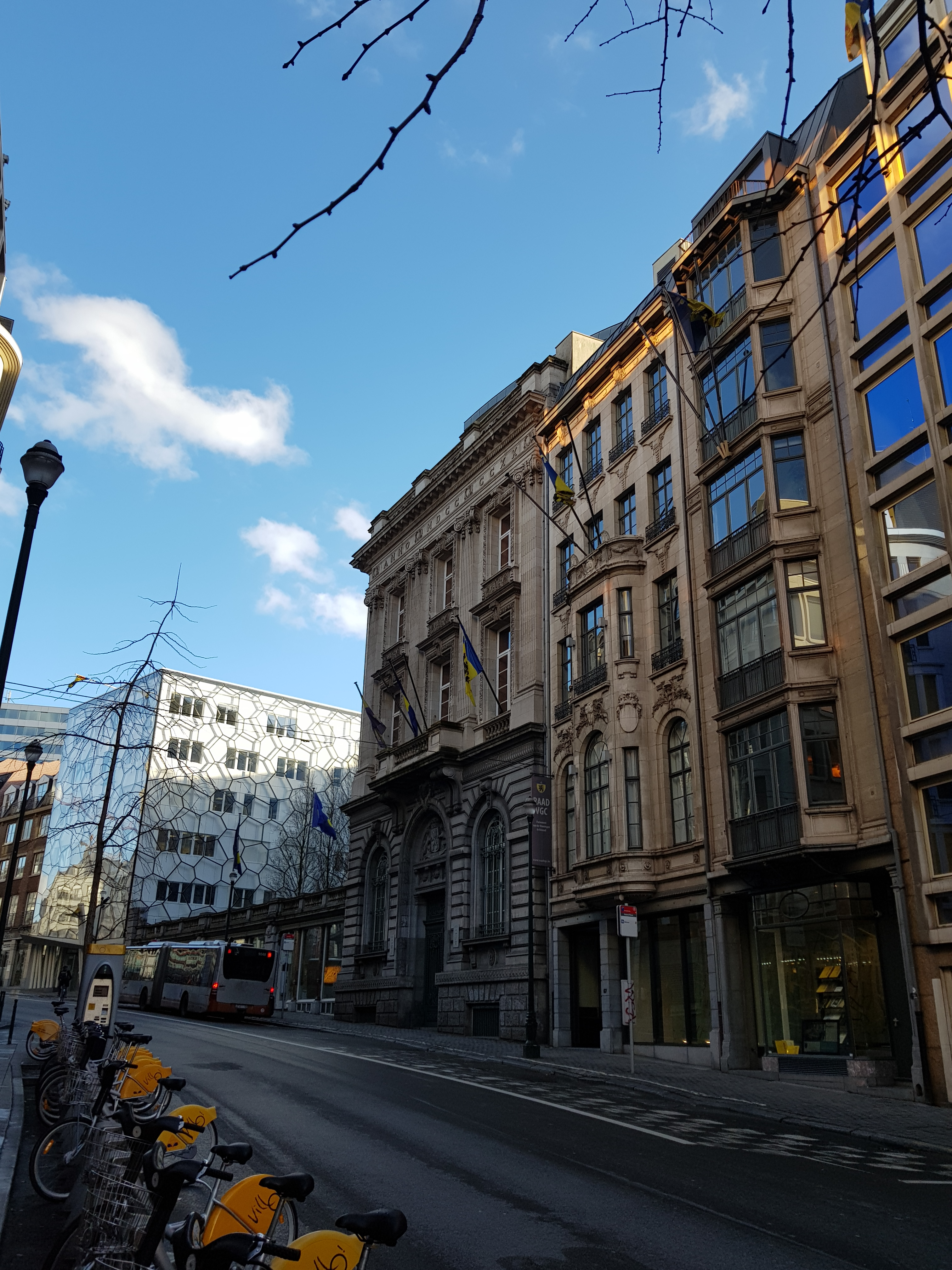
Rechts het gebouw op Lombardstraat 61-67, met links ervan het Brussels Parlementsgebouw en nog verder naar links Lombardstraat 77
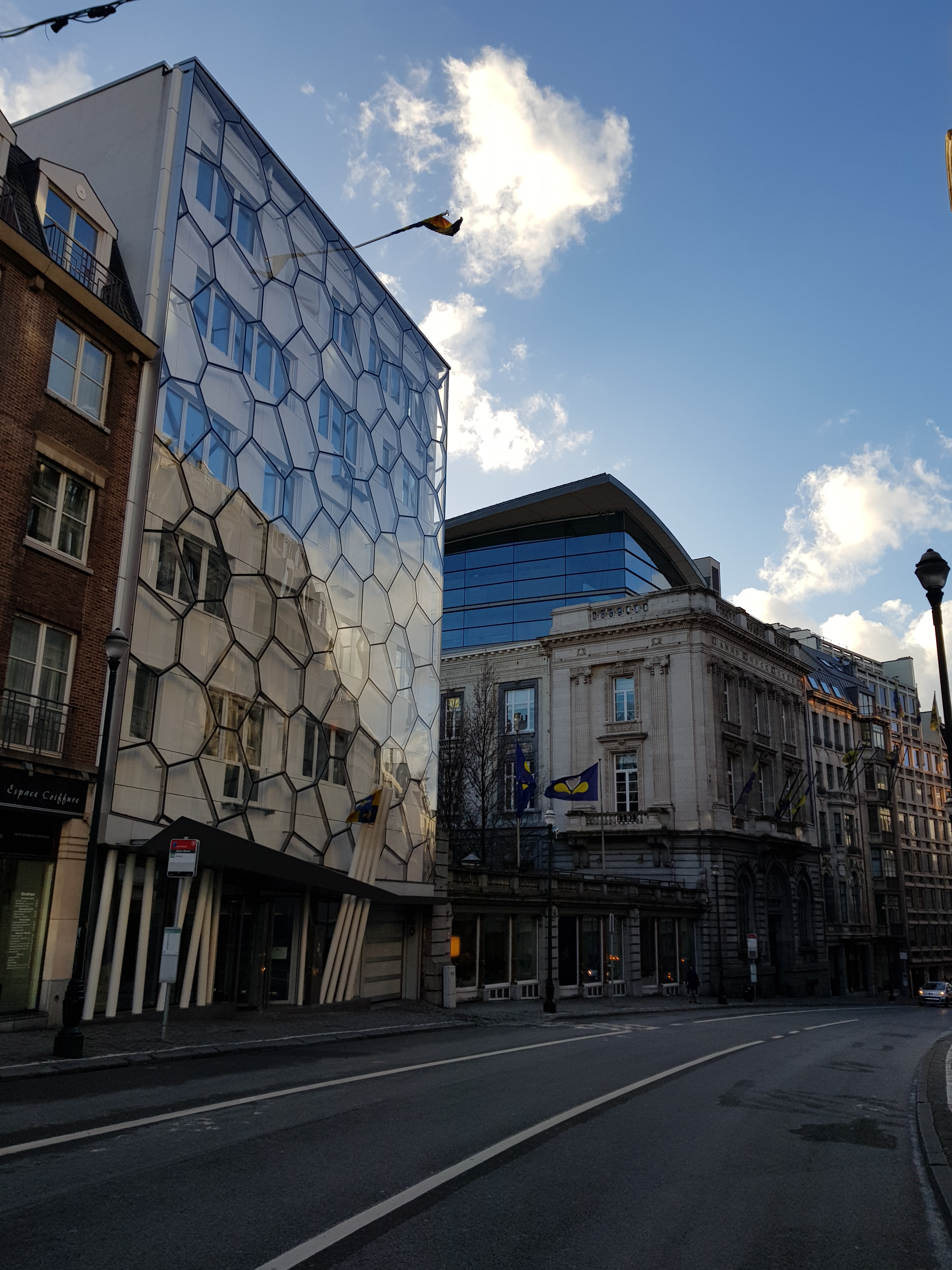